# 紀元前474年
紀元前474年（きげんぜん474ねん）は、ローマ暦の年である。
当時は、「メドゥッリヌスとウルソが共和政ローマ執政官に就任した年」として知られていた（もしくは、それほど使われてはいないが、ローマ建国紀元280年）。紀年法として西暦（キリスト紀元）がヨーロッパで広く普及した中世時代初期以降、この年は紀元前474年と表記されるのが一般的となった。

## 他の紀年法
- 干支 : 丁卯
- 日本
  - 皇紀187年
  - 孝昭天皇2年
- 中国
  - 周 - 元王3年
  - 秦 - 厲共公3年
  - 晋 - 出公元年
  - 楚 - 恵王15年
  - 斉 - 平公7年
  - 燕 - 孝公24年
  - 趙 - 襄子2年
- 朝鮮
  - 檀紀1860年
- ベトナム :
- 仏滅紀元 : 71年
- ユダヤ暦 : 3287年 - 3288年

## できごと

### イタリア
- シュラクサイの僭主ヒエロン1世は、クーマエの僭主アリストデモスと同盟を結び、クマイの戦いで、イタリアのギリシア都市クーマエを占領しようとしたエトルリア人の海軍を破った。この勝利により、エトルリア人による南イタリアのギリシア領土への侵攻は終わり、またエトルリア人によるカンパニアの支配も終わった。
- ターラントは、Messapii、Peuceti、Lucaniansに対抗するため、レギオンとの同盟に合意したが、ターラントとレギオンの連合軍は、カイリア（今日のチェーリエ・メッサーピカ）近郊で敗れた。
- ヒエロン1世は、イスキア島にアラゴン城を建てた。

### ペルシア
- クセルクセス1世は、インドからエチオピアに至るアケメネス朝ペルシアの全127州の全ての都市において、ユダヤ人が反対者から自身の生活を守るために団結する権限を与える法令を発布した[1]。

### 中国
- 越が魯に初めて使者を送った。
- 斉が魯と邾と顧で会盟した。

### 文学
- ギリシアの詩人ピンダロスは、シュラクサイのヒエロン1世の宮殿での2年間の滞在を終え、ティーヴァに移住した。ティーヴァで、彼は、古代オリンピックやその他の競技会での勝利を称える叙情詩の頌歌を作った。